# Бака Володимир Петрович
Володи́мир Петро́вич Ба́ка (нар. 2 липня 1934, м. Калуш, нині Івано-Франківської області) — український танцюрист, балетмейстер. Заслужений артист УРСР (1973).

## Життєпис
У 1959—1977 — соліст ансамблю танцю «Надзбручанка».
У 1968—1977 — соліст естрадної групи «Дністер» Тернопільської обласної філармонії.
Від 1980 — керівник народного самодіяльного ансамблю танцю Тернопільського фінансово-економічного інституту. Згодом — керівник хореографічного ансамблю «Юність» (м. Калуш).
Виступав із концертами у багатьох країнах.